# Stade Olímpico Monumental
Pour les articles homonymes, voir Stade Monumental.
Le stade Olímpico Monumental ou Estádio Olímpico de Porto Alegre était un stade de football situé à Porto Alegre dans l'État Rio Grande do Sul au Brésil.
Le stade appartient au Grêmio Porto Alegre, qui y joue ses matchs à domicile depuis son inauguration en 1954 jusqu'en fin de saison 2012 avant de déménager à l'Arena do Grêmio construit une dizaine de kilomètres plus au Nord. Il avait à la fin une capacité maximale de 46 000 places.

## Histoire
De 1904 à 1954, le Grêmio Porto Alegre joue ses matchs à domicile au Stade Baixada. En 1950, le club lance un concours pour construire un nouveau stade que remporte l'architecte Plínio Oliveira Almeida.
Le stade a été inauguré le 19 septembre 1954, avec une capacité maximale de 38 000 places, à cette occasion le Grêmio a battu le club uruguayen de Nacional  2 à 0. Le premier but du stade a été marqué par le joueur de Grêmio, Vitor.
Le 26 septembre 1954 se joue le premier derby de Porto Alegre où l'Internacional afflige un 6 à 2 historique au Grêmio.
En 1980, le stade a été agrandi et sa capacité a augmenté à 85 000 places. Le record de fréquentation du stade est établi le 26 avril 1981 avec 85 721 spectateurs payants, on estime que 98 471 personnes assistent au match, lorsque Ponte Preta a battu Grêmio 1-0.
Grêmio a remporté la Copa Libertadores 1983 à l'Estádio Olímpico Monumental le 29 juillet 1983, en battant le Peñarol 2 à 1 après avoir fait un match nul à l'aller en Uruguay, 1 à 1.
En 1990, les gradins de l'anneau supérieur ont été pourvus de sièges et la capacité de l'Olímpico Monumental a diminué à 51 081 places.
Grêmio annonce son déménagement de l' Estádio Olimpico Monumental à la nouvelle Arena do Grêmio le 8 décembre 2012, le dernier match devait être une rencontre contre le rival local l'Internacional. Mais les conditions de gazon de la nouvelle arène n'étant pas optimales, le club a dû revenir pour les quatre premiers matchs de la saison 2013 à l'Olimpico. Le dernier match se joue le 17 février 2013 contre Veranópolis.

## Structure
Le stade a deux anneaux, l'anneau supérieur comporte des sièges. Du fait de sa forme elliptique, les spectateurs étaient loin du terrain de jeu. Dans les virages les spectateurs étaient à 40 mètres du terrain, la dernière rangée de sièges de l'anneau supérieur à 68 mètres du terrain.

## Remplacement du stade
En début de saison 2013, Grêmio Porto Alegre déménage à l'Arena do Grêmio, une enceinte de 60 540 places construite pour la Coupe du monde de football 2014, mais qui ne sera finalement utilisé que comme terrain d'entrainement, le stade du rival du Grêmio, le Stade Beira-Rio sera retenu pour la compétition. En août 2013 commence le démontage des sièges de l'Olimpico Monumental, la démolition aurait dû se faire le mois d'octobre suivant
. Mais à cause de problèmes entre le club et les sociétés de construction les travaux de démolition n'ont pas commencer.
En 2022, le stade est toujours à l'abandon et tombe en ruine,.

## Galerie

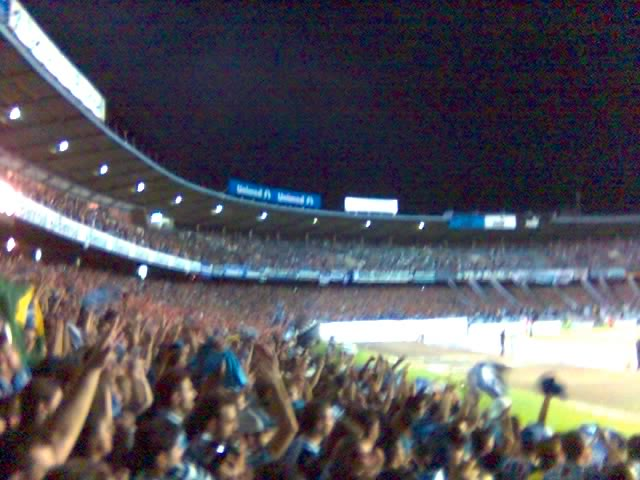
Vue intérieure
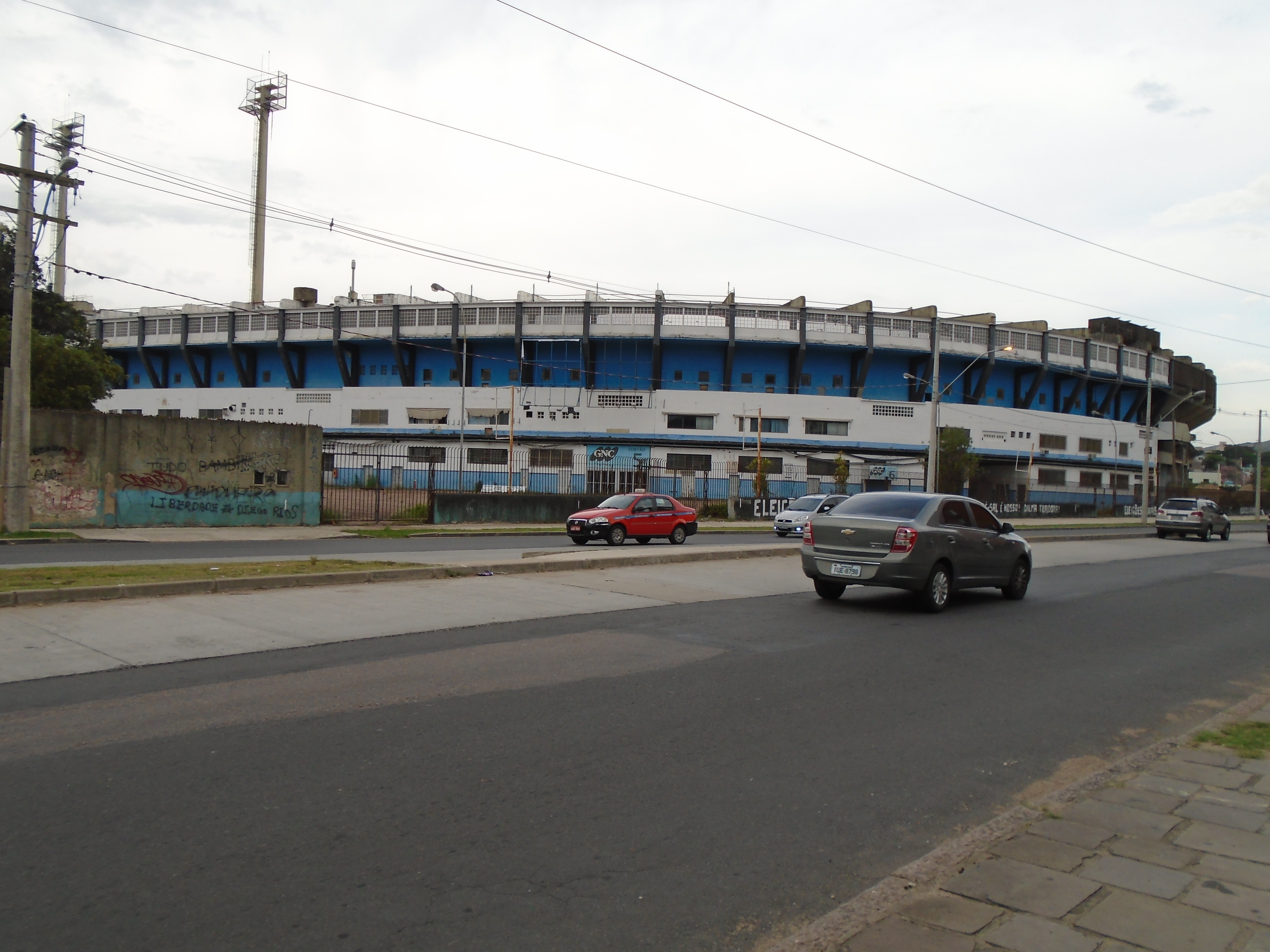
Vue extérieure en 2016
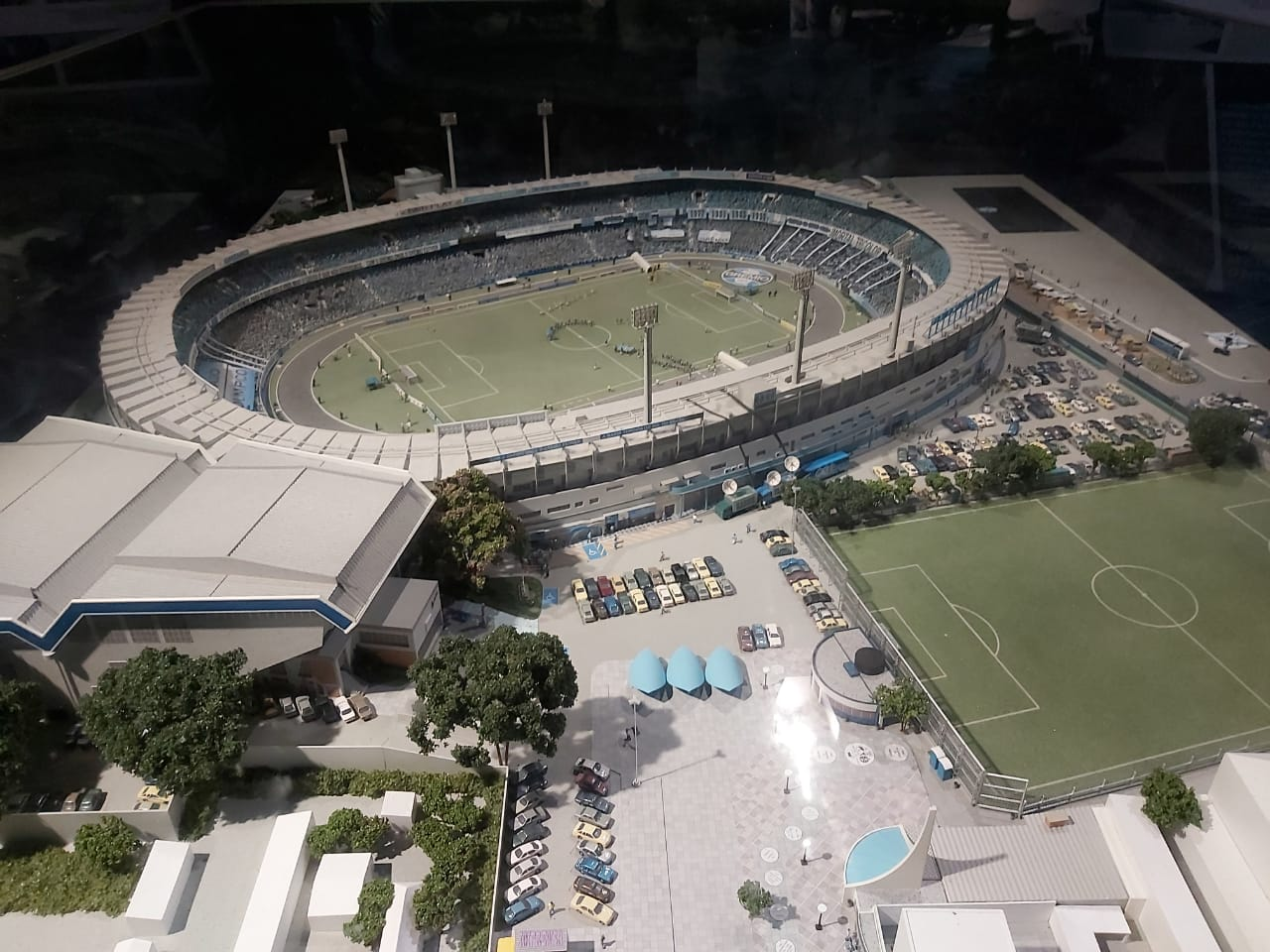
Maquette du stade

## Matchs internationaux
| Date             | Match                    | Compétition                    |
| ---------------- | ------------------------ | ------------------------------ |
| 28 octobre 1981  | Brésil 3 - 0 Bulgarie    | Amical                         |
| 29 juin 1987     | Brésil 1 - 0 Paraguay    | Amical                         |
| 23 décembre 1994 | Brésil 2 - 0 Yougoslavie | Amical                         |
| 15 août 2001     | Brésil 2 - 0 Paraguay    | Eliminatoire de Coupe du Monde |

## Concerts
| Date             | Tournée                   | Artistes      | Affluence |
| ---------------- | ------------------------- | ------------- | --------- |
| 2 décembre 1987  | Nothing Like The Sun Tour | Sting         | 60 000    |
| 26 mars 1989     | Out of Order Tour         | Rod Stewart   | 30 000    |
| 10 octobre 2001  | Reptile World Tour        | Eric Clapton  | 30 000    |
| 12 mars 2002     | In The Flesh Tour         | Roger Waters  | -         |
| 20 novembre 2002 | Vapor Trails Tour         | Rush          | 43 000    |
| 15 mars 2005     | Baptism Tour              | Lenny Kravitz | 20 000    |
| 9 décembre 2012  | The MDNA Tour             | Madonna       | 43 000    |